# Orthobula sicca
Orthobula sicca är en spindelart som beskrevs av Simon 1903. Orthobula sicca ingår i släktet Orthobula och familjen flinkspindlar.
Artens utbredningsområde är Madagaskar. Inga underarter finns listade i Catalogue of Life.